# Long Courrier (collection)
Long courrier est une collection de bande dessinée de l'éditeur Dargaud ayant publié plus de 40 albums. Elle privilégie des albums longs mais denses (majoritairement en un seul volume), au travail graphique particulièrement soigné.

## Albums de la collection[1]
- L'Albinos  : scénario Enrique Sanchez Abuli ; dessins et couleurs Marcelo Perez
- L'Amour cash : scénario Tonino Benacquista ; dessins Philippe Bertrand
- Les Années Goudard : scénario Jackie Berroyer ; dessins Jean-Pierre Gibrat
- Ascension : scénario, dessins et couleurs Séraphine
- Atar Gull : scénario Fabien Nury ; dessins Brüno
- Blues 46 : scénario Laurent Moënard ; dessins et couleurs Éric Stalner
  - Tome 1 : Blues 46 - La chanson de septembre (2004)
  - Tome 2 : Blues 46 - Allegro Furioso ! (2005)
- Bulles et nacelle : scénario et dessins Renaud Dillies
- Le Chant des Malpas : scénario Pierre Boisserie ; dessins Bara
- Charmes fous : scénario Éric Corbeyran ; dessins Olivier Balez
- Les Cinq Conteurs de Bagdad : scénario Fabien Vehlmann ; dessins Duchazeau
- Cœur de Glace : scénario Marie Pommepuy ; dessins Patrick Pion, 2011
- Cœur Tam-Tam : scénario Tonino Benacquista ; dessins Olivier Berlion
- Le Constat : scénario et dessins Étienne Davodeau, 1996
- La Croix du Sud : scénario Duran ; dessins Raquel Alzate
- Le Diable amoureux et autres films jamais tournés par Méliès : scénario Fabien Vehlmann ; dessins Duchazeau
- Gene Vincent, une légende du rock'n'roll : scénario Rodolphe ; dessins Van Linthout
- Guerre et Match : scénario et dessins Frano Petrusa
- Il faut y croire pour le voir : scénario Jean-Claude Forest ; dessins Alain Bignon
- L'Invention du vide : scénario et dessins Nicolas Debon
- Jazz Club : scénario et dessins Alexandre Clérisse
- Là où vont nos pères : scénario et dessins Shaun Tan
  - L'Art de Là où vont nos pères : scénario et dessins Shaun Tan
- Lie-de-vin : scénario Éric Corbeyran ; dessins Olivier Berlion
- Le Long voyage de Léna : scénario Pierre Christin ; dessins André Juillard (2 tomes)
- Lydie : scénario Zidrou ; dessins Jordi Lafebre
- Marée basse : scénario Daniel Pecqueur ; dessins Jean-Pierre Gibrat
- Marie-Antoinette, la Reine Fantôme : scénario Rodolphe ; dessins Annie Goetzinger
- Meilleurs vœux de Mostar : scénario et dessins Frano Petrusa
- Mourir au Paradis : scénario Pierre Christin ; dessins Alain Mounier
- Où le regard ne porte pas… : scénario Georges Abolin ; dessins Pont (2 tomes)
- Paquebot : scénario Pierre Christin ; dessins Annie Goetzinger
- La peau de l'ours : scénario Zidrou ; dessins Oriol
- Quand souffle le vent : scénario Laurent Galandon ; dessins Cyril Bonin
- Quintos : scénario et dessins Andreas
- Rosangella : scénario Éric Corbeyran ; dessins Olivier Berlion
- Saint Germain puis rouler vers l'ouest : scénario et dessins Bruno Le Floc'h
- La Saison des Anguilles : scénario Denis Lapière ; dessins Pierre Bailly
- Les Serpents aveugles : scénario Cava ; dessins Bartolomé Seguí
- Le Signe de la lune : scénario Enrique Bonet Vera ; dessins José Luis Munuera
- La Sultane Blanche : scénario Pierre Christin ; dessins Annie Goetzinger
- Sur la route de Banlung : scénario et dessins Vink
- Le Tour des géants : scénario et dessins Nicolas Debon
- Trompe la mort : scénario et dessins Alexandre Clérisse
- Le Village qui s'amenuise : scénario Éric Corbeyran ; dessins Olivier Balez
- Les Voleurs de villes : scénario Pierre Christin ; dessins Philippe Aymond
- Wyoming Doll : scénario et dessins Franz
- L'Essai : scénario et dessins Nicolas Debon